# Hraunselsvatnsfell
Hraunselsvatnsfell är en kulle i republiken Island. Den ligger i regionen Suðurnes, 29 km sydväst om huvudstaden Reykjavík. Toppen på Hraunselsvatnsfell är 246 meter över havet, eller 73 meter över den omgivande terrängen. Bredden vid basen är 1,5 km.
Runt Hraunselsvatnsfell är det glesbefolkat, med 18 invånare per kvadratkilometer. Närmaste större samhälle är Njarðvík, omkring 18 kilometer nordväst om Hraunselsvatnsfell. Trakten runt Hraunselsvatnsfell består i huvudsak av gräsmarker.